# Estación Pachingo
Pachingo fue una estación de ferrocarril que se hallaba en la hacienda homónima, dentro de la comuna de Ovalle, en la Región de Coquimbo de Chile. Fue parte del Ramal Tongoy-Ovalle y actualmente se encuentra inactiva, con las vías levantadas.

## Historia
La estación fue una de las estaciones construidas como parte del primer tramo del ramal ferroviario que comunicaba con Tongoy, iniciando sus servicios en 1867. Se encontraba frente a la pequeña iglesia de la hacienda, donde también existían algunas casas y bodegas.
Se encontraba a una altitud de 185,19 m s. n. m. según José Olayo López (1910), mientras que Santiago Marín Vicuña (1916) indicaba que estaba a 220 m s. n. m. La estación también aparece en mapas oficiales de 1929.
La estación dejó de prestar servicios cuando fue clausurada junto con el resto del ramal en 1938 y las vías fueron levantadas.